# Parco termale di Bad Homburg

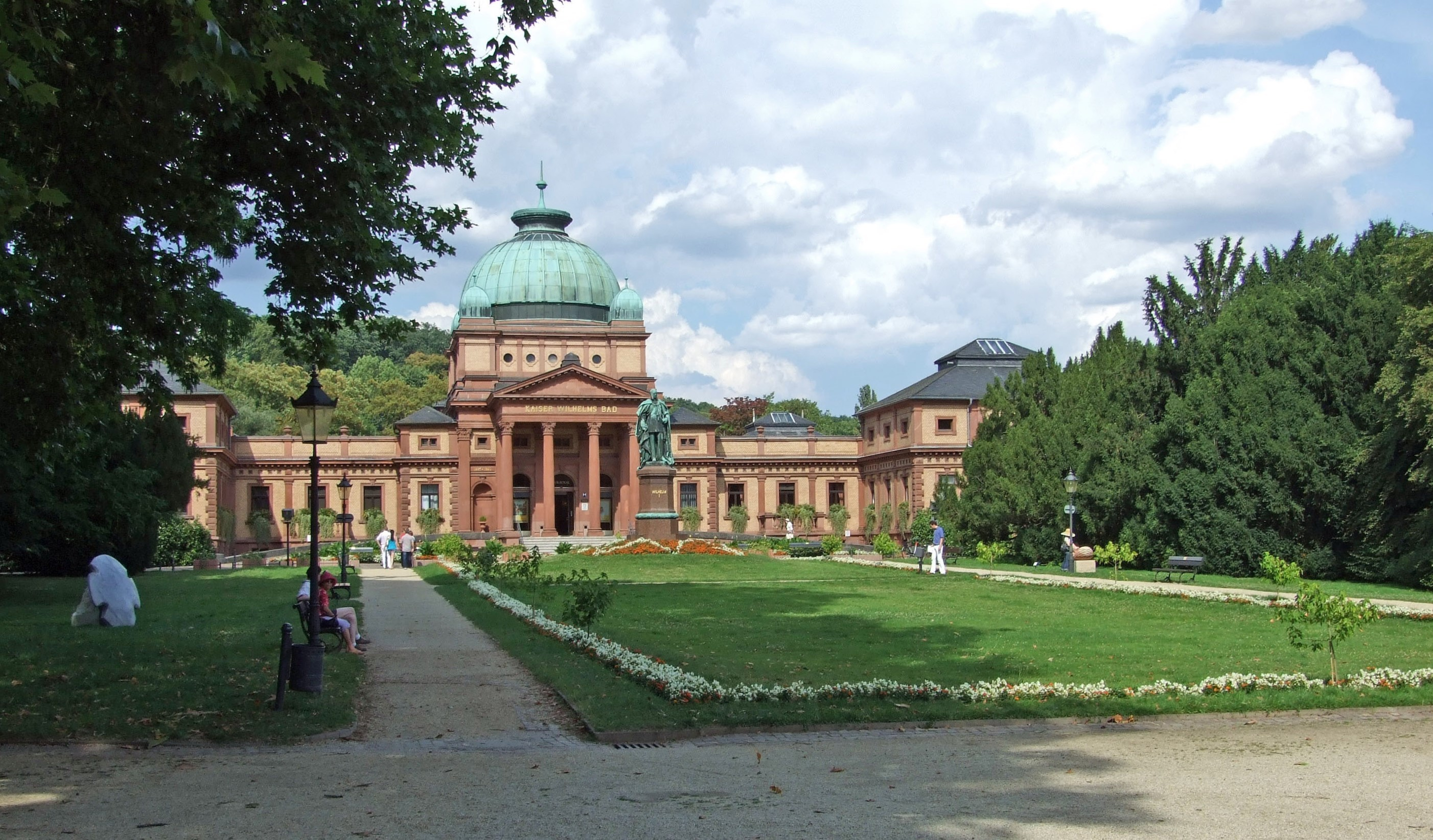
Parco termale di Bad Homburg: Il Kaiser-Wilhelms-Bad

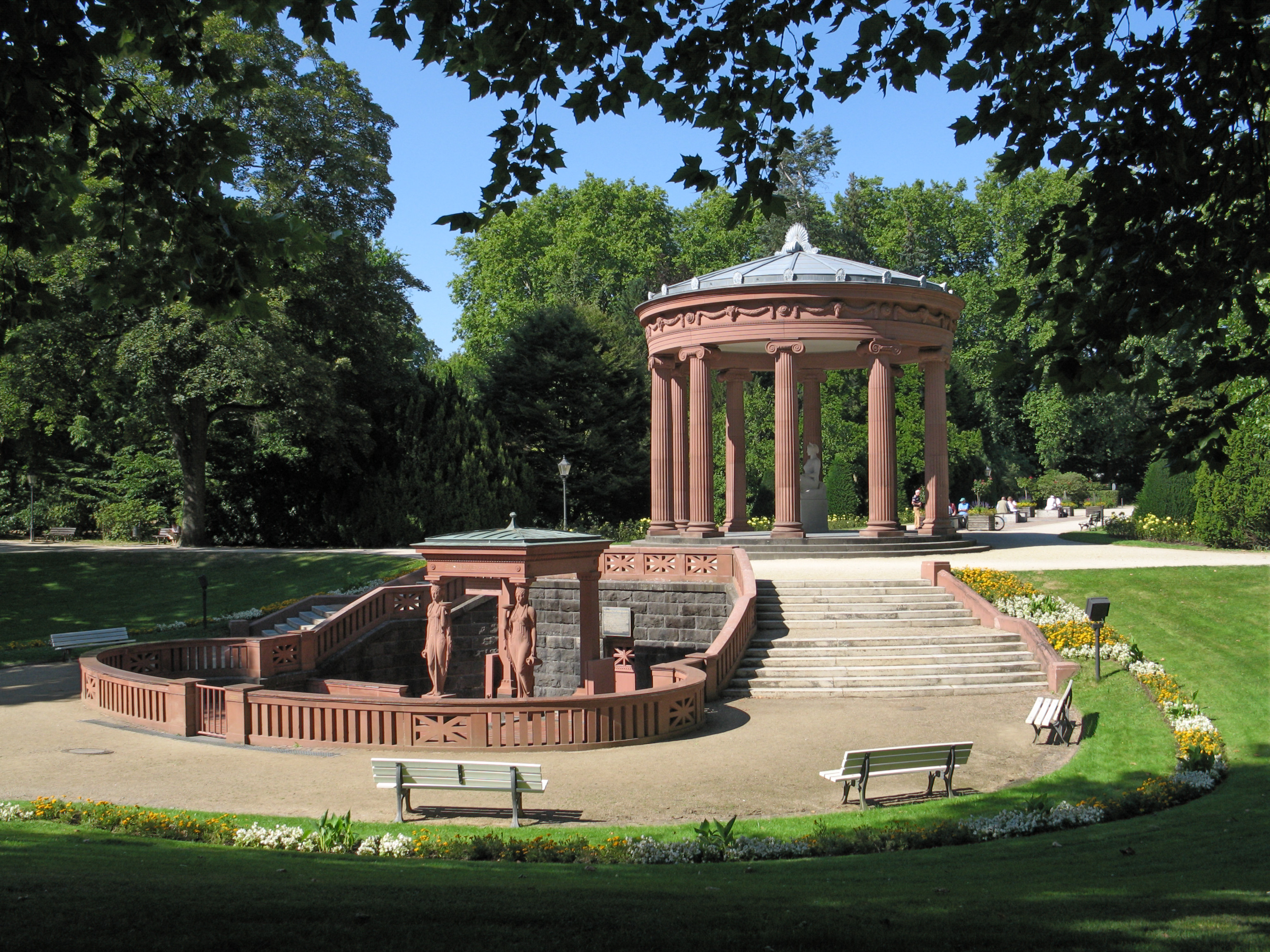
Parco termale di Bad Homburg: La Elisabethenbrunnen

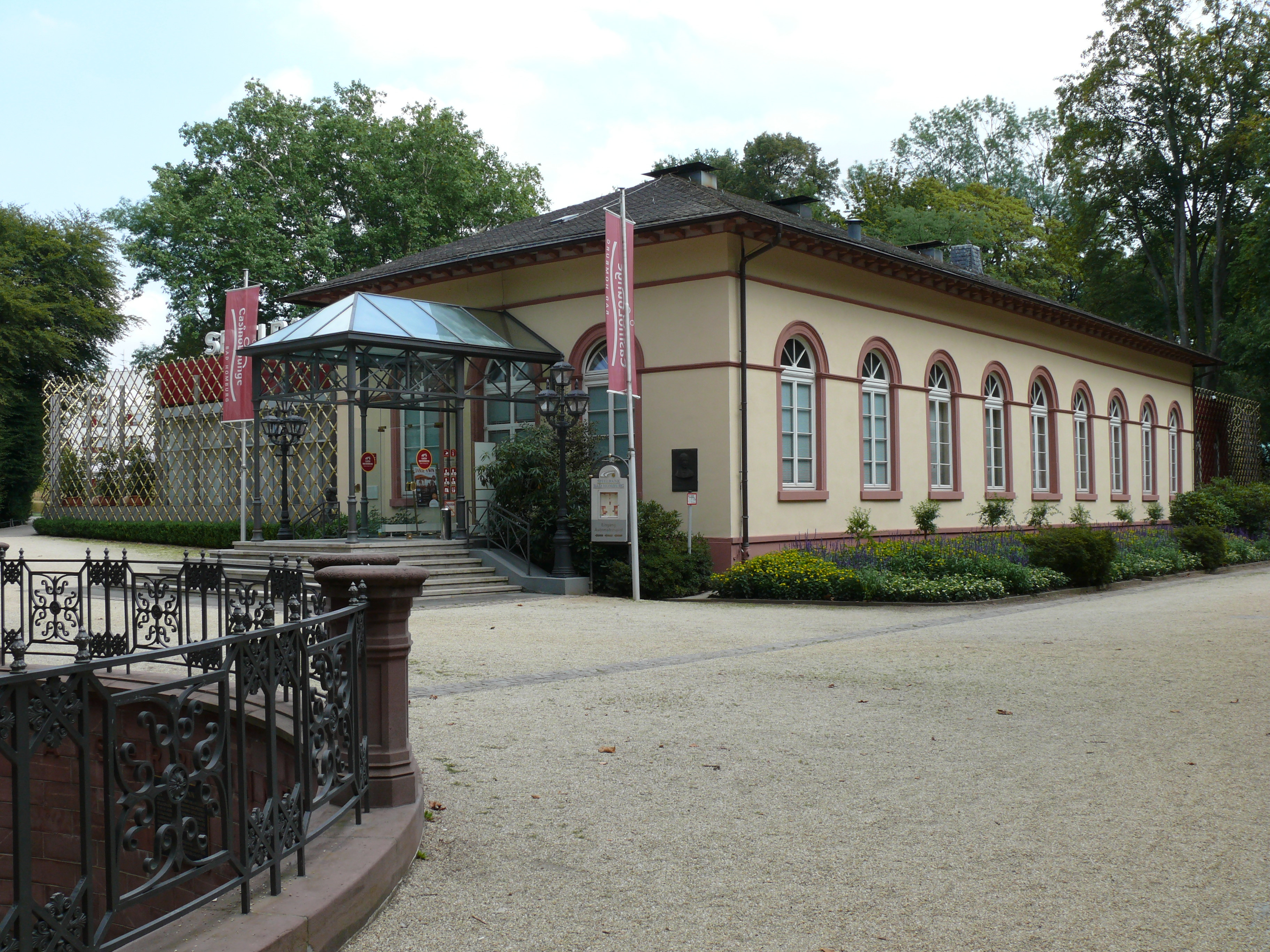
Parco termale di Bad Homburg: il casinò

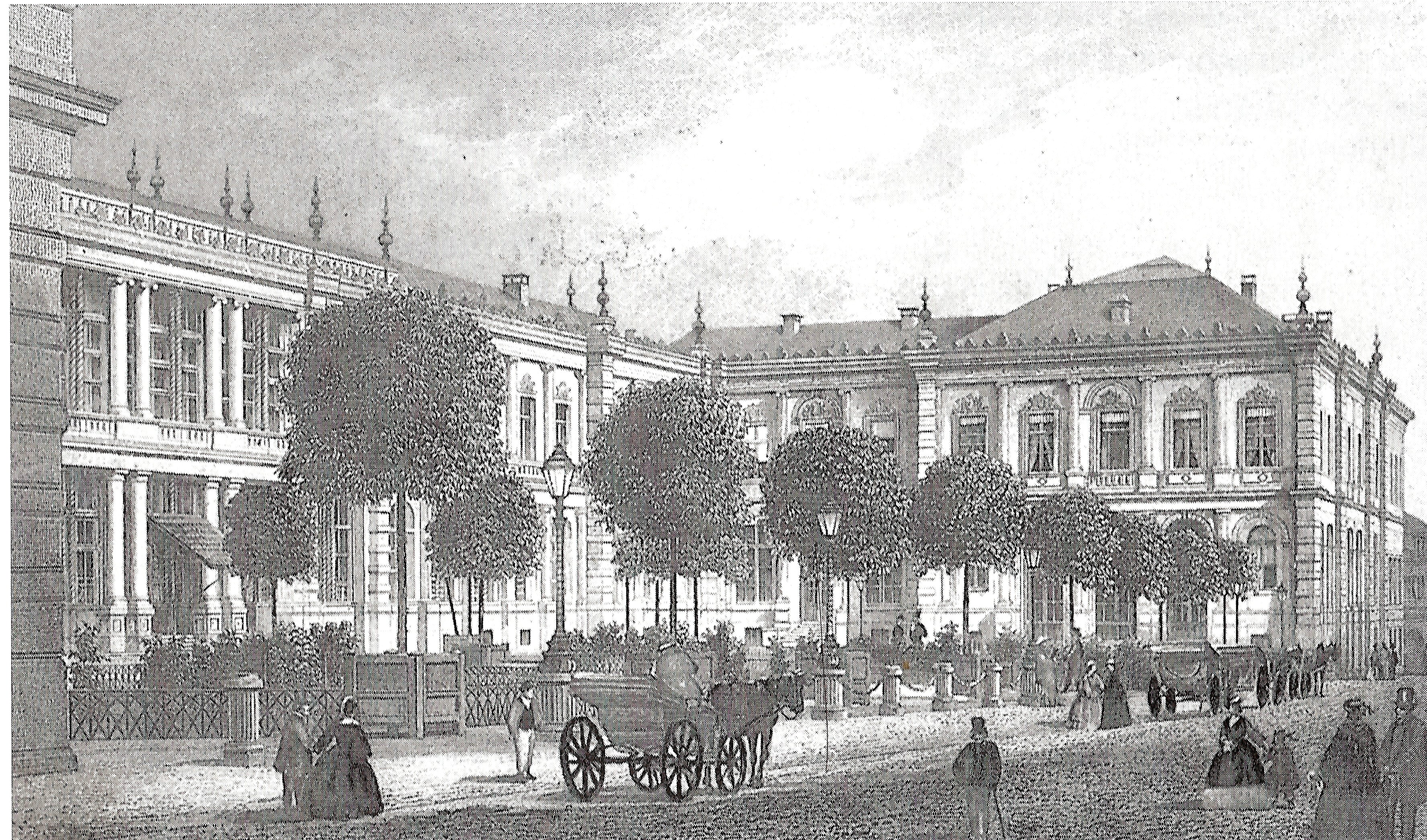
Il "Kurhaus" nel 1865

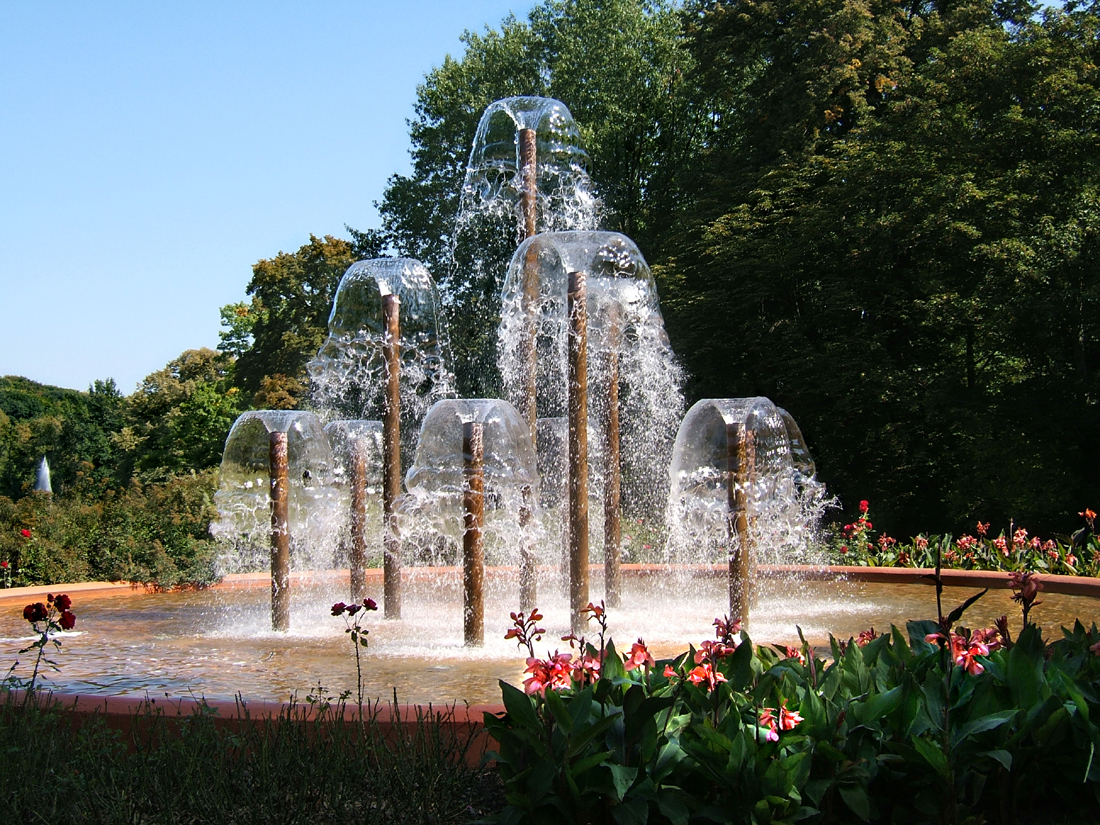
Parco termale di Bad Homburg: una fontana del parco

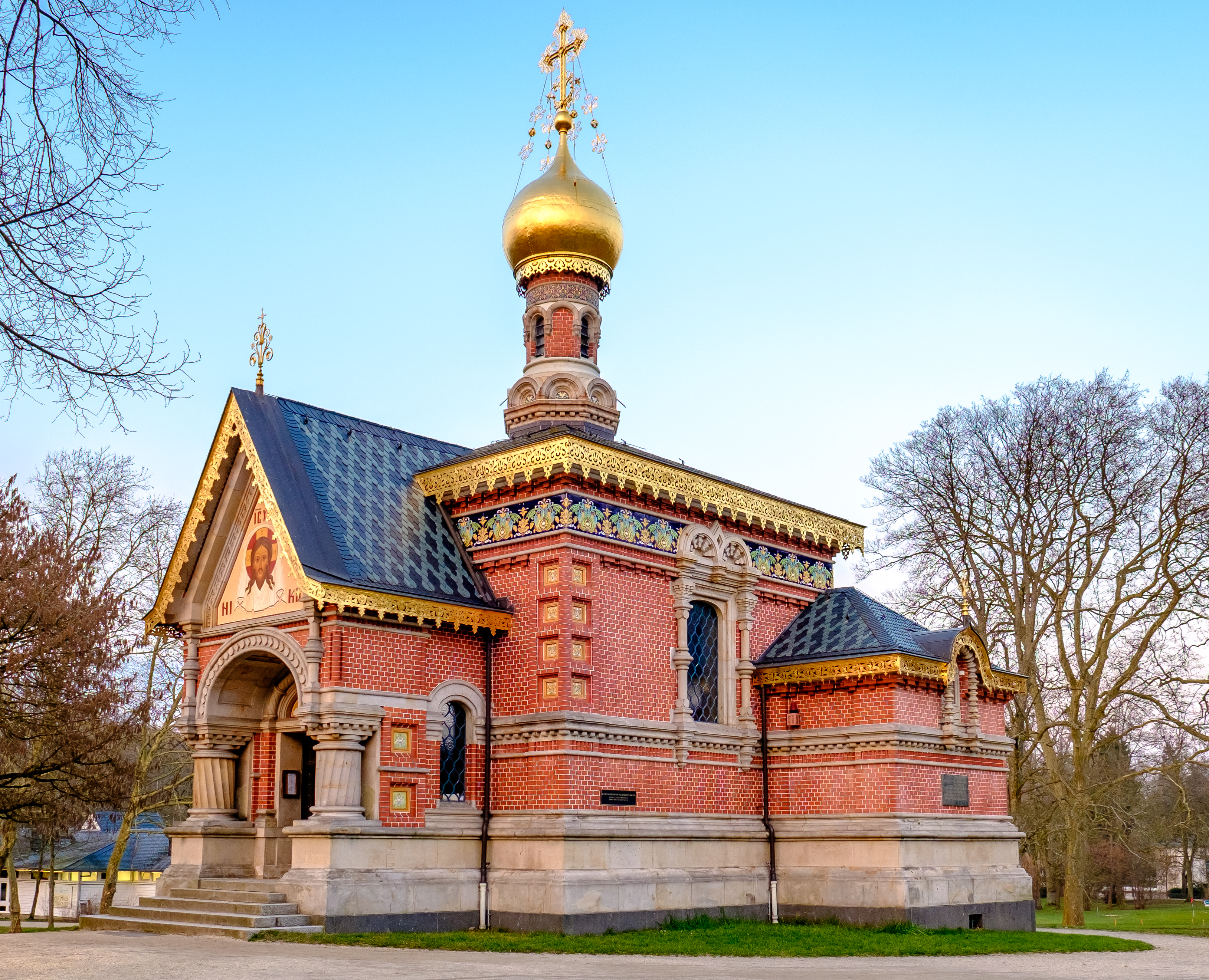
Parco termale di Bad Homburg: La Russische Kapelle, la cappella ortodossa

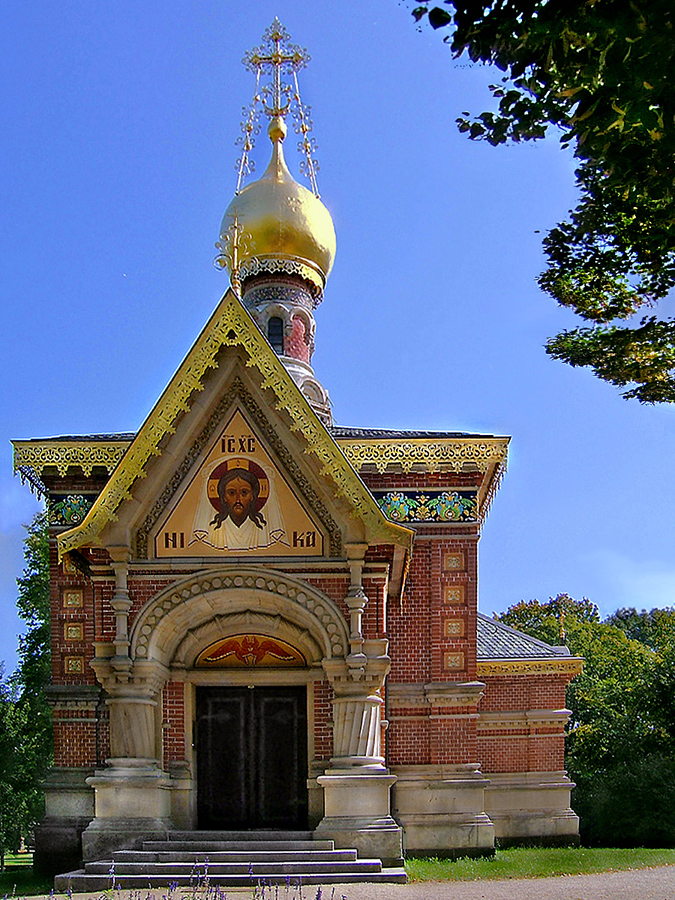
Parco termale di Bad Homburg: Altra immagine della Russische Kapelle

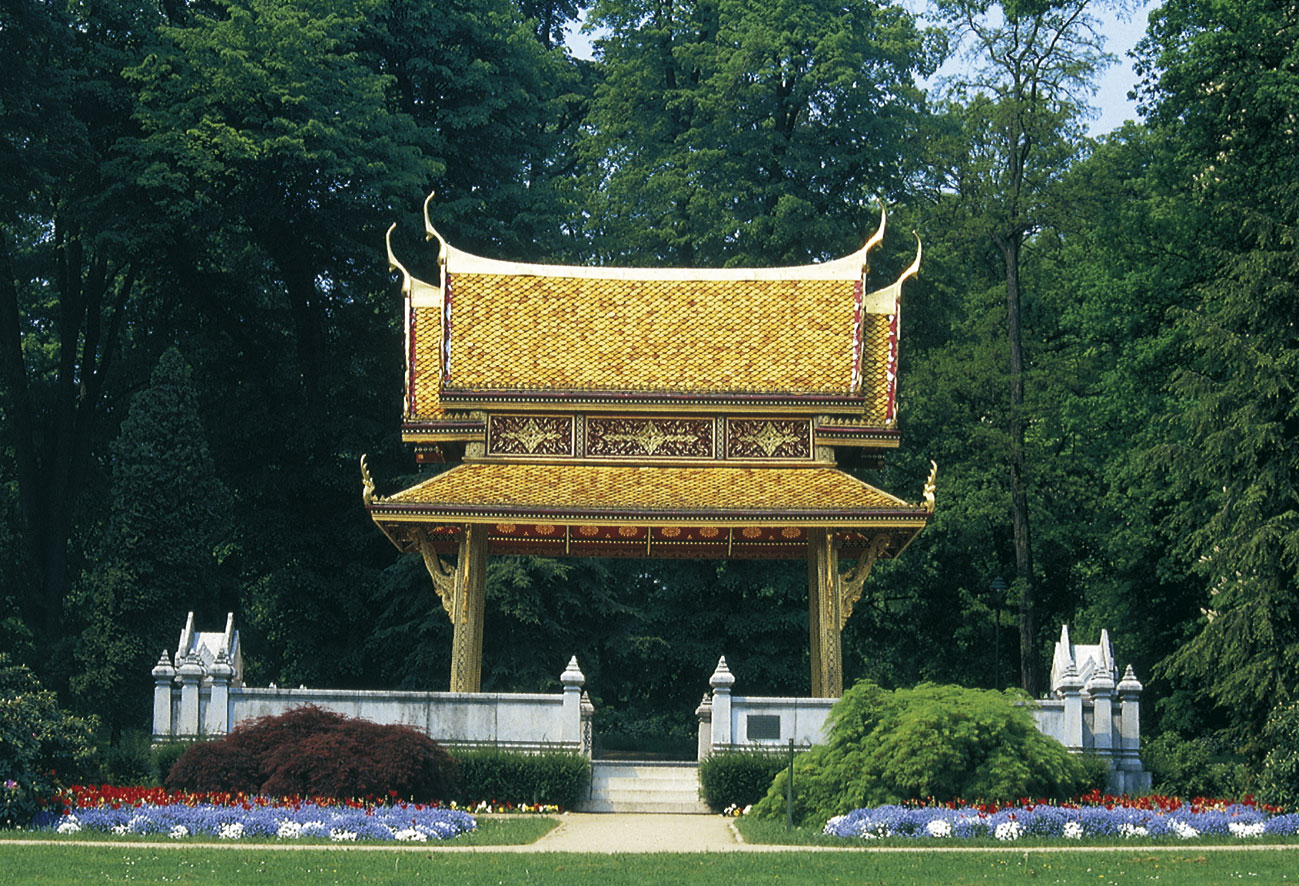
Parco termale di Bad Homburg: Il Siamesischer Tempel

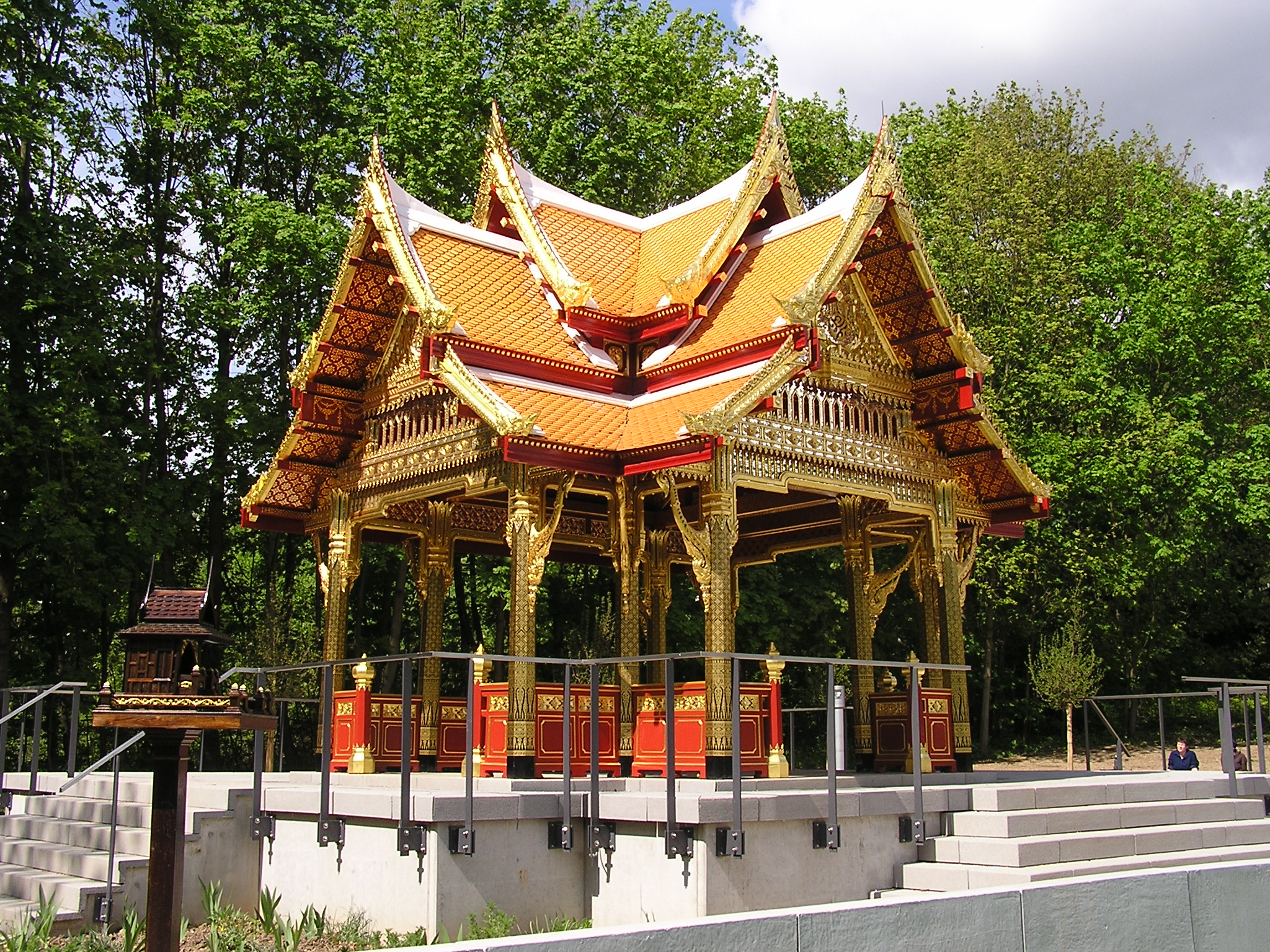
Parco termale di Bad Homburg: La Sala-Thai II

Il parco termale di Bad Homburg (in tedesco Kurpark Bad Homburg), situato nella città tedesca di Bad Homburg vor der Höhe, località dell'Assia (Germania centrale) a nord di Francoforte sul Meno, è, con i suoi 44 ettari di estensione, uno dei più grandi parchi termali d'Europa.

Fu realizzato tra il 1854 e il 1867 su progetto dell'architetto Peter Joseph Lenné (1789 – 1866).

## Ubicazione
Il parco si trova nella parte nord-orientale della città.

## Caratteristiche
Nel parco, si trovano, oltre a stabilimenti termali, piante di vario tipo, numerose statue e fontane, un casinò (forse il più antico al mondo), una cappella ortodossa ed alcuni edifici in stile orientale.

## Storia
Le origini del parco risalgono al 1840, quando i fratelli François Blanc (1806 – 1877) e Louis Blanc (1806 – 1852) giunsero a Bad Homburg da Avignone, per costruirvi un casinò, volendo sfruttare la fama mondiale acquisita dal posto da qualche anno come località termale.

## Punti d'interesse

### Casinò
Il casinò del parco risale al 1841-1842 ed è considerato il più antico al mondo. Si trova in Brunnenallee.

### Russische Kapelle
La "Russische Kapelle" ("Cappella" russa") è una cappella ortodossa, eretta nel 1899 su progetto di Leontij Nikolaevič Benois (1856  -1928) per garantire il proprio culto alla nobiltà russa che veniva a curarsi a Bad Homburg.

### Sala Thai II
La "Sala Thai" è un edificio in stile orientale inaugurato il 20 settembre del 2007 per ricordare i 100 anni dalla visita di Chulalongkorn.

## Ulteriori immagini

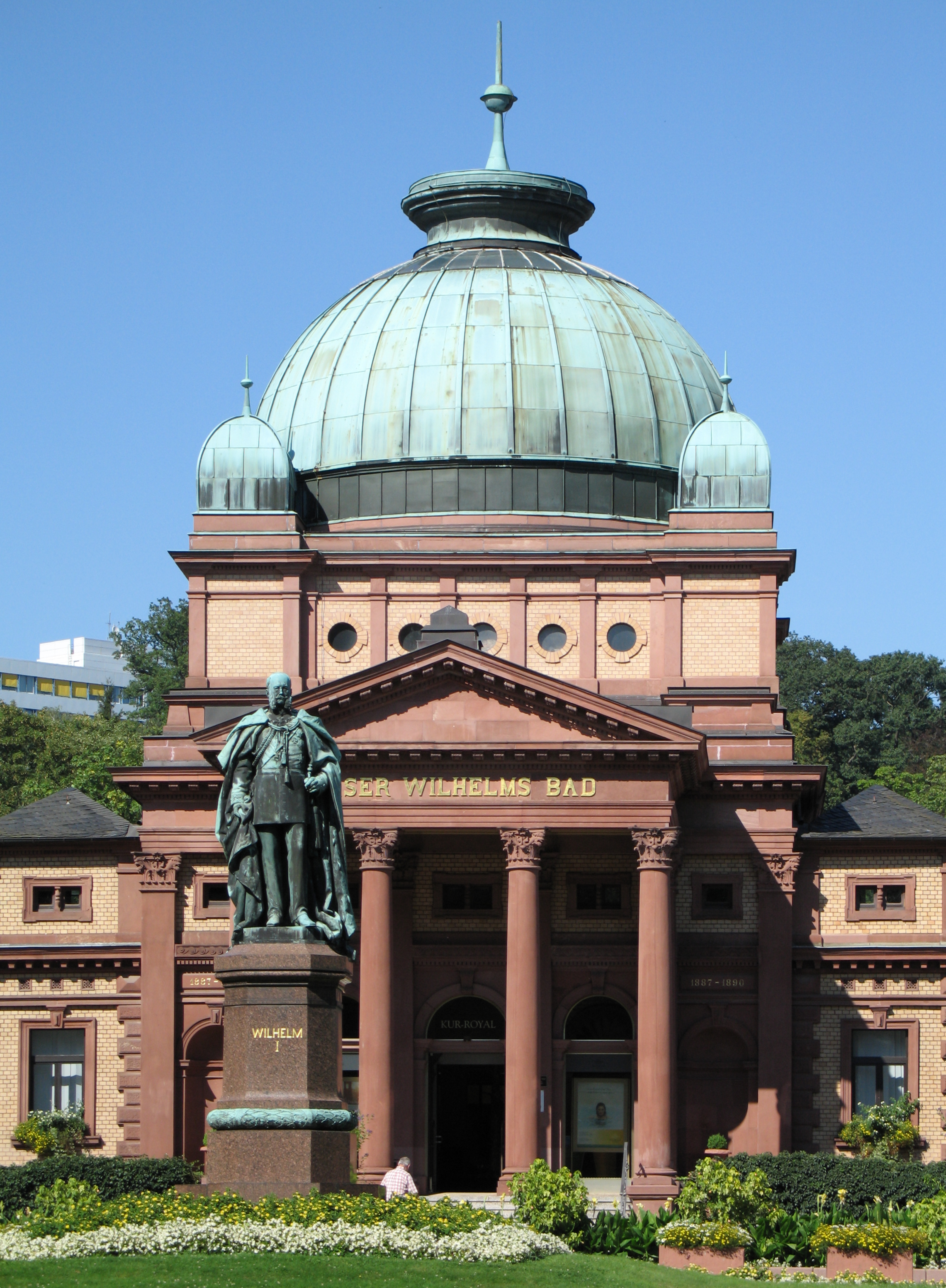
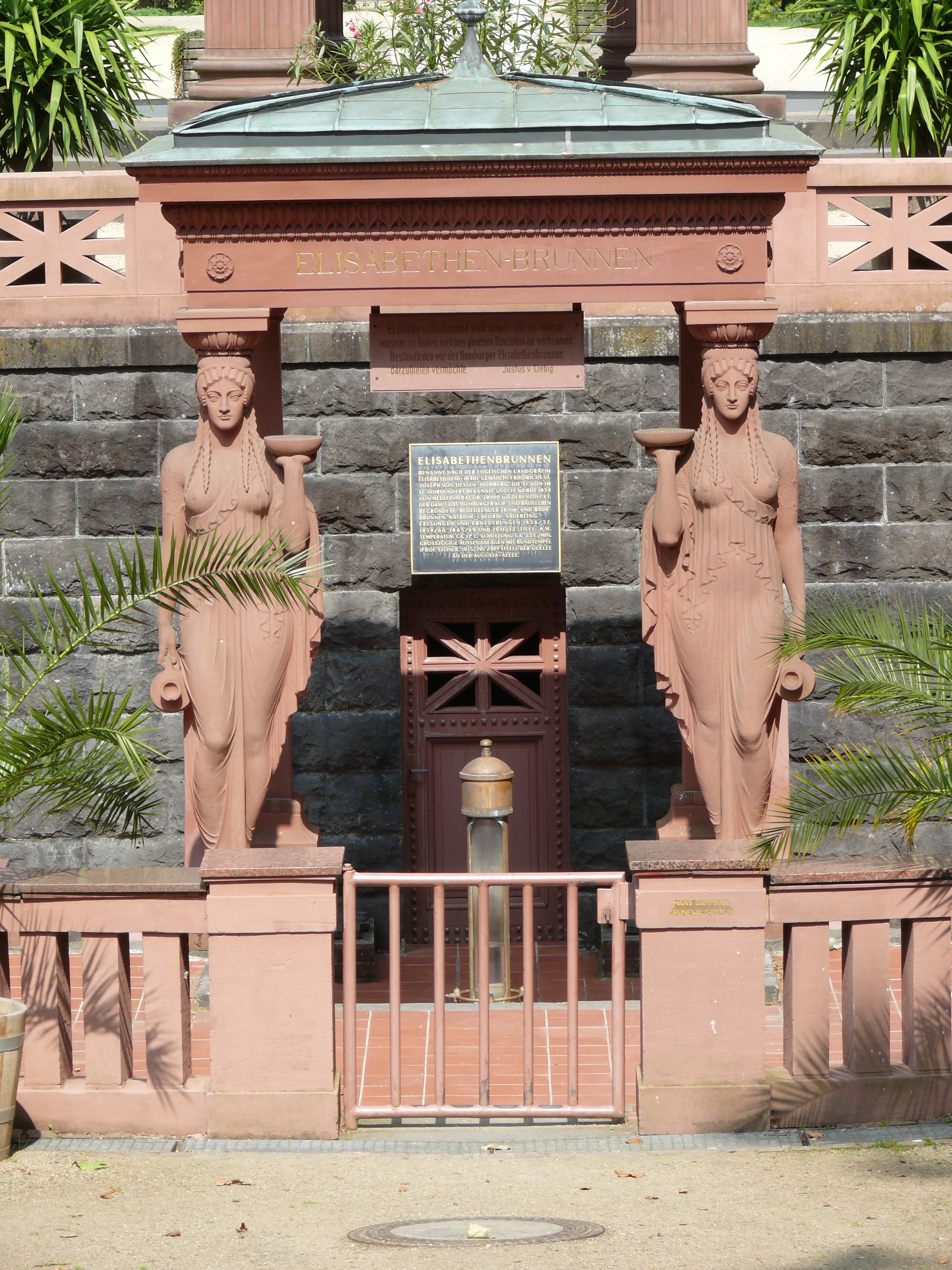
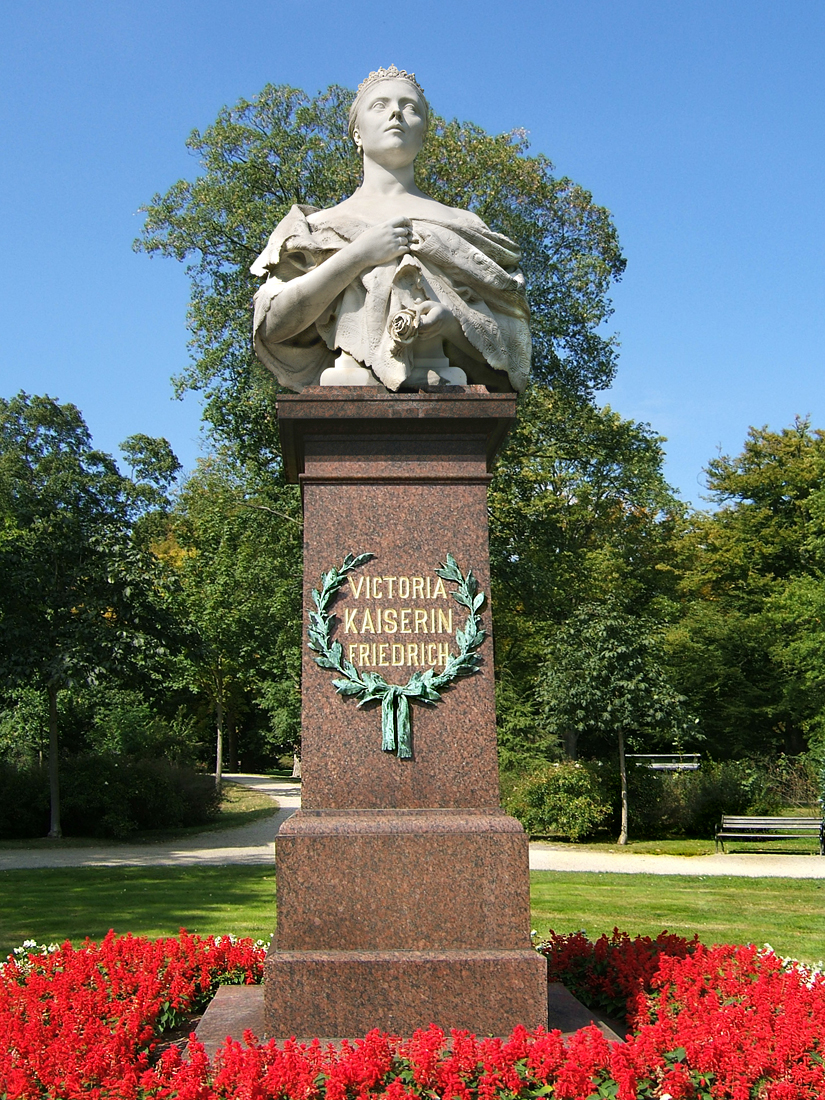

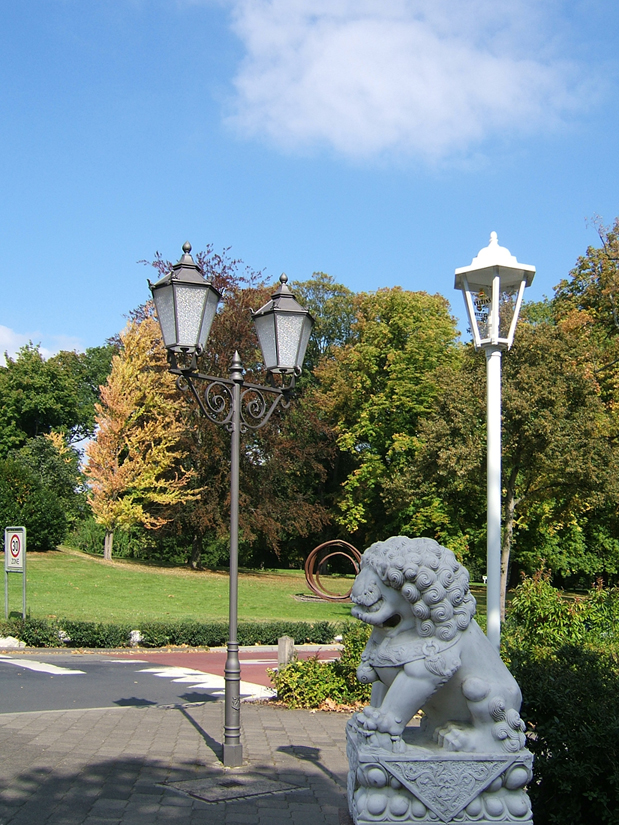
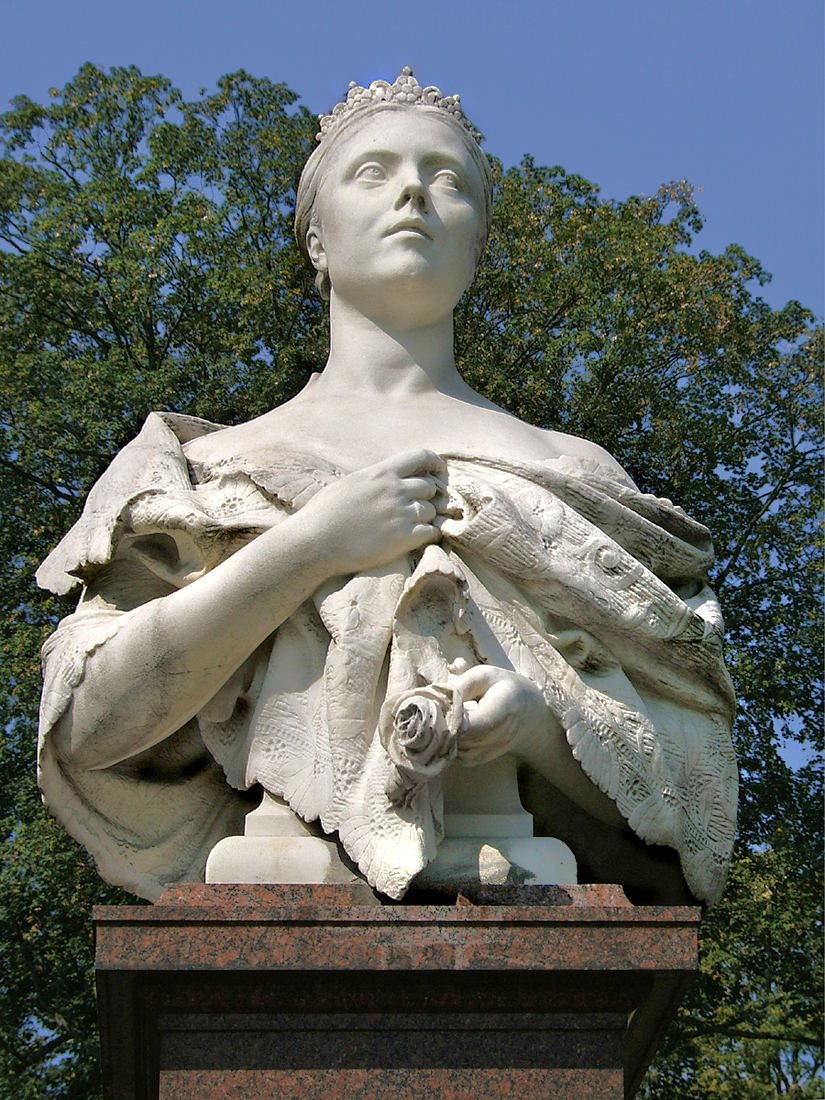
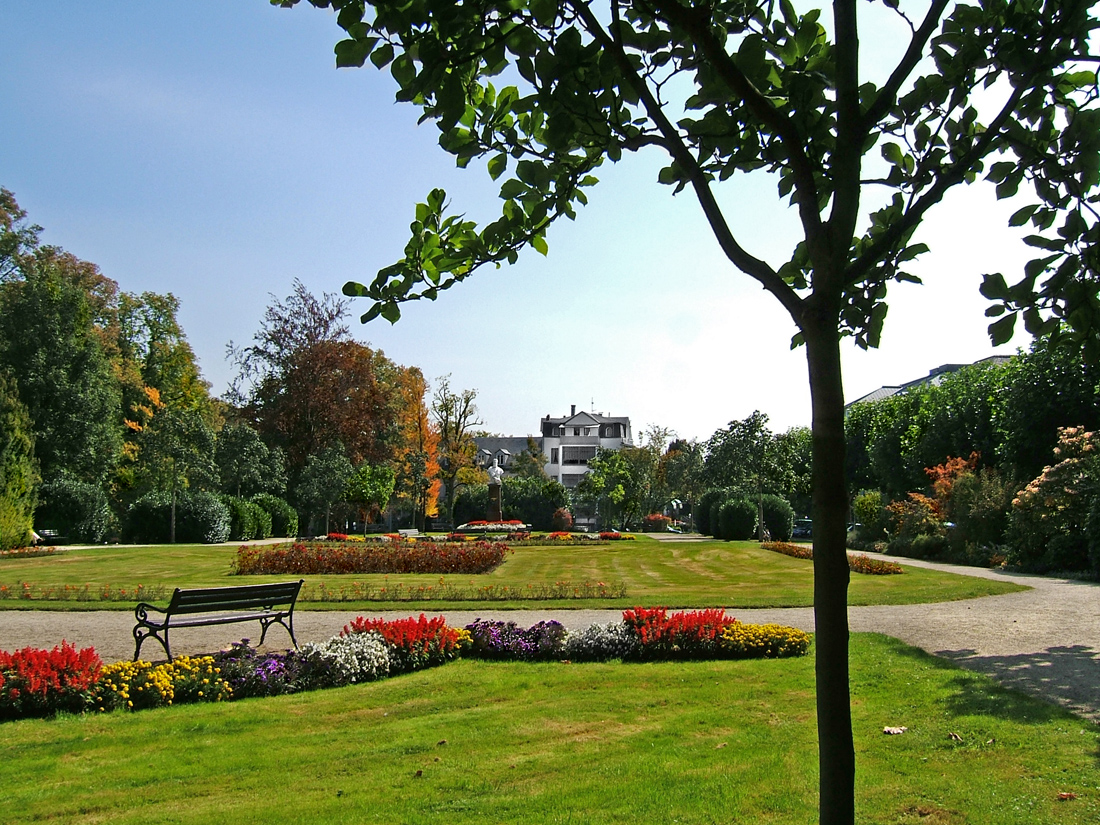